# Minima (Zimtenga)
Pour les articles homonymes, voir Minima.
Minima est une localité située dans le département de Zimtenga de la province de Bam dans la région Centre-Nord au Burkina Faso. En 2006, la ville comptait 942 habitants dont 53% de femmes.